# Кіркук (провінція)
Мухафаза Кіркук (араб. پارێزگای کەرکووک) — провінція (мухафаза) на півночі Іраку.
З 1976 до середину 2006 року називалася Ет-Тамім (курдська мова: Kerkûk) що означає «націоналізація» та стосується національної власності на регіональні запаси нафти та природного газу. Має великі запаси нафти і природного газу.
Територія 10 282 км² з населенням на 2011 рік 1 395 600 осіб. Адміністративний центр — місто Кіркук.
Переважна більшість населення у Кіркуку курдами, але також у провінції проживають туркмени і араби. Курди вважають Кіркук своєю святинею.

## Округи

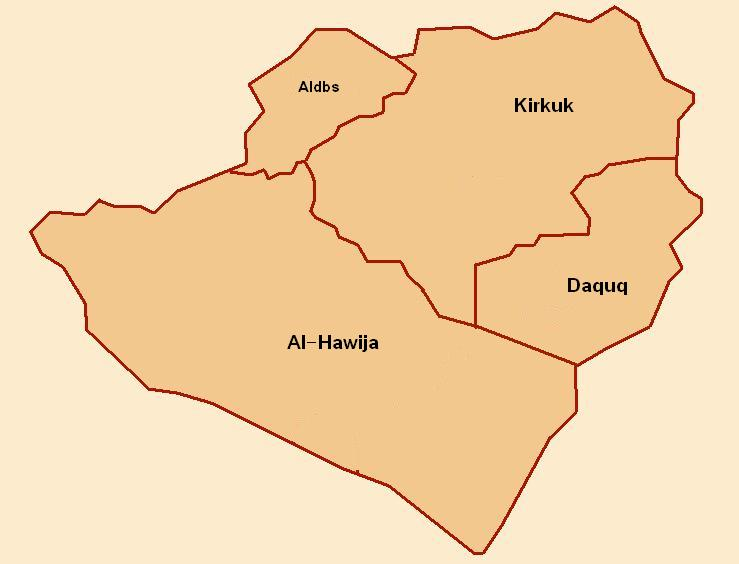

| Округа     | Населення, осіб (2003) |
| ---------- | ---------------------- |
| Аль-Хавіга | 151 267                |
| Дакук      | 40 237                 |
| Кіркук     | 622 249                |
| Махмур     | 34 254                 |